# 프라티니 논증
군론에서, 프라티니 논증(-論證, 영어: Frattini argument)는 유한군을 정규 부분군과 이 부분군의 쉴로브 부분군의 정규화 부분군의 곱으로 나타낼 수 있다는 정리이다.

## 정의
군 {\displaystyle G}와 소수 {\displaystyle p}가 주어졌고, {\displaystyle N}이 {\displaystyle G}의 유한 정규 부분군이며, {\displaystyle P}가 {\displaystyle N}의 쉴로브 p-부분군이라고 하자. 프라티니 논증에 따르면, 다음이 성립한다.:128, §6.3, Lemma 6.14
{\displaystyle G=N\operatorname {N} _{G}(P)}
여기서 {\displaystyle \operatorname {N} _{G}(P)}는 {\displaystyle G} 속 {\displaystyle P}의 정규화 부분군이다.

## 증명
임의의 {\displaystyle g\in G}에 대하여, {\displaystyle gPg^{-1}}은 {\displaystyle N}의 쉴로브 p-부분군이다. 제2 쉴로브 정리에 의하여, 이는 {\displaystyle N}에서 {\displaystyle P}와 켤레이다. 즉,
{\displaystyle ngPg^{-1}n^{-1}=P}
인 {\displaystyle n\in N}이 존재한다. 따라서 {\displaystyle ng\in \operatorname {N} _{G}(P)}이며,
{\displaystyle g\in n^{-1}\operatorname {N} _{G}(P)\subseteq N\operatorname {N} _{G}(P)}
이다.

## 응용
유한군 {\displaystyle G}와 소수 {\displaystyle p}가 주어졌고, {\displaystyle P}가 {\displaystyle G}의 쉴로브 p-부분군이며, {\displaystyle \operatorname {N} _{G}(P)\leq H\leq G}라고 하자. 그렇다면, 다음이 성립한다.:129, §6.3, Corollary 6.15
{\displaystyle \operatorname {N} _{G}(H)=H}
특히,
{\displaystyle \operatorname {N} _{G}(\operatorname {N} _{G}(P))=\operatorname {N} _{G}(P)}
이다.
증명:
{\displaystyle H}가 {\displaystyle \operatorname {N} _{G}(H)}의 정규 부분군이며,
{\displaystyle P\leq \operatorname {N} _{G}(P)\leq H}
는 {\displaystyle H}의 쉴로브 p-부분군이므로, 프라티니 논증에 의하여
{\displaystyle \operatorname {N} _{G}(H)=H\operatorname {N} _{\operatorname {N} _{G}(H)}(P)\leq H\operatorname {N} _{G}(P)=H\leq \operatorname {N} _{G}(H)}
이다.

## 역사
1885년에 조반니 프라티니(이탈리아어: Giovanni Frattini)가 유한군의 프라티니 부분군이 멱영군이라는 사실을 증명하기 위해 도입하였다.